# Ben Dova

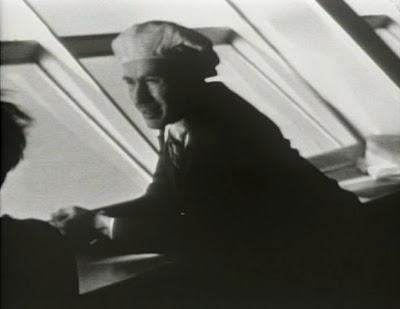
Joseph Späh an Bord des Luftschiffs LZ 129 „Hindenburg“

Ben Dova (eigentlich Joseph Späh, englisch Joe, Joseph Spah; * 14. März 1905 in Straßburg, Elsaß-Lothringen; † 30. September 1986 in Manassas, Virginia) war ein US-amerikanischer Akrobat und Schauspieler. Er überlebte 1937 die Hindenburg-Katastrophe in Lakehurst und zählte als mutmaßlicher Bombenleger etliche Jahre zu den Hauptverdächtigen.

## Leben
Der Zirkusartist Joseph Späh wanderte 1922 nach Amerika aus und wurde unter dem Künstlernamen Ben Dova (englisch bend over = sich vorbeugen) ein weltbekannter Kontorsionist (Schlangenmensch) und Vaudeville-Künstler. Seine bekannteste Nummer als Akrobat war die eines Betrunkenen, der auf einer schwankenden Straßenlaterne balanciert. 1933 wurde dieser Akt ohne Sicherungsmaßnahmen auf dem 207 Meter hohen Chanin Building in New York verfilmt.
Nachdem sich Dova in den 1970er Jahren als Akrobat zurückgezogen hatte, spielte er Nebenrollen in mehreren Filmen. Seine bekannteste Rolle war die des Bruders des KZ-Arztes Szell (Laurence Olivier) im Filmklassiker Der Marathon-Mann, der zu Beginn in einer Explosion eines Tanklasters stirbt.
Dova heiratete Anfang der 1930er Jahre die Tänzerin Vera alias Evelyn Veronica Franke (1912–2006). Das Ehepaar hatte zwei Söhne und zwei Töchter und lebte in Douglaston auf Long Island.

## Hindenburg-Katastrophe
Dova hatte 1936/37 eine Europatournee absolviert und wollte in Cuxhaven die Rückreise mit dem Dampfschiff antreten. Nachdem er dieses verpasst hatte, fuhr er nach Frankfurt am Main und ging als letzter Passagier an Bord des Luftschiffs LZ 129 „Hindenburg“. Seine Schäferhündin Ulla wurde in der Frachtabteilung untergebracht. Da er diese mehrmals – auch ohne Erlaubnis – allein aufgesucht hatte, wurde Dova verdächtigt, eine Bombe gelegt zu haben. Das Federal Bureau of Investigation (FBI) ermittelte mehrere Jahre ohne Ergebnis gegen den Akrobaten. Nach der Explosion ließ er sich in zehn Metern Höhe aus dem Fenster fallen; dabei trug er nur eine leichte Knöchelverletzung davon.
Im Spielfilm Die Hindenburg (1975) wird er von Robert Clary als Joe Spah dargestellt; im Fernsehfilm Hindenburg (2011) übernahm Hannes Jaenicke die Rolle des Varietékünstlers Gilles Broca. Dova filmte auf der Fahrt selbst; diese Aufnahmen überstanden das Unglück. Er gab Interviews zu der Katastrophe, die als Ausschnitte in verschiedenen Dokumentarfilmen gezeigt wurden.

## Filmografie
- The Way of All Freshmen (1933, Kurzfilm)
- Toast of the Town (1952, TV-Serie, eine Episode)
- Gnadenlose Stadt (1962, TV-Serie, eine Episode)
- Der Marathon-Mann (1976)
- Der Preis fürs Überleben (1980)
- Dear Mr. Wonderful (1982)
- Höllenfahrten: Titanic der Lüfte – Die letzte Fahrt der Hindenburg (2000, Dokumentation)
- Die letzten Stunden der Hindenburg (2011, Dokumentation)